# الجامعة الأمريكية للتكنولوجيا
الجامعة الأمريكية للتكنولوجيا (AUT)، هي جامعة خاصة تأسست في 1998 في لبنان، أسستها غادة حنين بالقرب من جبيل.

## التاريخ
تأسست الجامعة الأمريكية للتكنولوجيا في عام 1998 تحت اسم الجامعة الأمريكية للتكنولوجيا (AUCT)، كبرنامج درجة الخارجية مع جامعة ولاية نيويورك / كلية امباير ستيت في مدينة نيويورك. تم تأجيرها لاحقًا كمؤسسة تعليمية غير ربحية وغير طائفية للتعليم العالي في ولاية ديلاوير. تم تأسيس AUT كمؤسسة للتعليم العالي بموجب نظام جامعة ولاية نيويورك من قبل مجلس حكام ولاية نيويورك، وبموجب مرسوم من وزارة التعليم في لبنان، والجمعية الأمريكية للمسجلين وموظفي القبول (AACRAO) والرابطة العربية مسجلي الكلية وضباط القبول (ACRAO العربي).

## برامج البكالوريوس
تقدم الجامعة درجات علمية في التصميم الجرافيكي وتكنولوجيا الكمبيوتر والأعمال والاتصالات الجماهيرية، وتمتلك مدرسة الاتصالات منشأة إنتاج عالية الدقة.

- المحاسبة
- الفنون البصرية السمعية
- الحوسبة التجارية
- إدارة الأعمال
- الهندسة المدنية (جامعة دايتون)
- علوم الحاسوب والاتصالات
- علوم الكمبيوتر
- الهندسة الكهربائية (جامعة دايتون)
- الصحة البيئية
- المالية
- التصميم الجرافيكي
- إدارة الضيافة
- تكنولوجيا المعلومات
- تصميم داخلي
- صحافة
- التسويق والإعلان
- الهندسة الميكانيكية (جامعة دايتون)
- تغذية
- علاقات عامة
- راديو تلفزيون
- إدارة النقل والإمداد
- موارد المياه وعلوم البيئة الجغرافية

## برامج الدراسات العليا
- ماجستير في إدارة الأعمال
- ماجستير في المالية
- ماجستير اقتصاديات السياحة الدولية

## الانتماءات
- جامعة تولوز 1- الكابيتول: يتم تقديم برنامج ماجستير في اقتصاديات السياحة الدولية بالاشتراك بين الجامعتين في نطاق مذكرة التفاهم الموقعة في يونيو 2009.
- الجامعة اللبنانية: تم توقيع اتفاقية تبادل لأعضاء هيئة التدريس والطلاب والمشاريع المشتركة والبحث. ويغطي برامج البكالوريوس والماجستير والدكتوراه.
- جامعة لندن: اتفاق ينص على AUT لتقديم الدعم للطلاب المسجلين في جامعة لندن في برنامج ماجستير في القانون - ماجستير في القانون.
- جامعة دايتون، أوهايو، الولايات المتحدة الأمريكية: يتيح اتفاق النطق للطلاب بدء برامج البكالوريوس في الهندسة بجامعة AUT لمدة عامين والاستمرار في جامعة دايتون للسنتين المتبقيتين.
- جامعة دافنبورت، ميشيغان، الولايات المتحدة الأمريكية: تقدم للطلاب فرصة للدراسات العليا في إدارة الأعمال مع التركيز في الإدارة الإستراتيجية وإدارة الرعاية الصحية.
- جامعة دافنبورت معتمدة من قبل الرابطة الشمالية المركزية للكليات والمدارس (NCA)
- جامعة إراسموس روتردام (مركز الاقتصاد البحري واللوجستيات): اتفاقية تعاون تضمن تدريس دورات التخصص في مجالات الشحن والنقل واللوجستيات من قبل كبار أعضاء هيئة التدريس من MEL إلى طلاب AUT المتخصصين في إدارة النقل واللوجستيات.
- State University of New York Empire State College: يسمح اتفاق الانتساب الأكاديمي للطلاب في AUT بإكمال برامج البكالوريوس مع SUNY Empire State College دون الحاجة إلى السفر إلى الولايات المتحدة.
- جامعة أوكلاهوما: اتفاق للتعاون التعليمي يسمح بتبادل الطلاب وأعضاء هيئة التدريس والبحث المشترك والمنشورات. قد يقرر الطلاب الانضمام إلى OU لفصل دراسي أو فصلين والحصول على ائتماناتهم المكتسبة في OU المدمجة في النصوص AUT الخاصة بهم.
- Istituto Europeo di Design (IED) في ميلانو، إيطاليا: يمكن للطلاب الاستفادة من إمكانية التبادل في جميع برامج التصميم بما في ذلك تصميم الأزياء بالإضافة إلى التصميم الجرافيكي، والداخلي، وتصميم المنتجات والسيارات.
- كلية نيويورك: يمكن للطلاب أيضًا الاستفادة من اتفاقية التبادل مع كلية نيويورك في أثينا وتيسالونيكي (اليونان) وبراغ (جمهورية التشيك).
- المعهد الجامعي كورت بوش (IUKB) في سويسرا: يقدم IUKB شهادة الماجستير في إدارة الأعمال التنفيذية في إدارة السياحة للطلاب الذين يعيشون في لبنان من خلال اتفاقية أكاديمية مع AUT و New York College في اليونان.
- CISCO: AUT هي أكاديمية Cisco وتقدم التدريب والاختبار مما يؤدي إلى شهادة من CISCO في جميع تخصصات الشبكة.
- Microsoft: AUT هي أكاديمية تكنولوجيا المعلومات لـ Microsoft، حيث تقدم دورات واختبارات تؤدي إلى الحصول على شهادات من Microsoft.

## روابط خارجية
- موقع الجامعة الأمريكية للتكنولوجيا